# Manganela

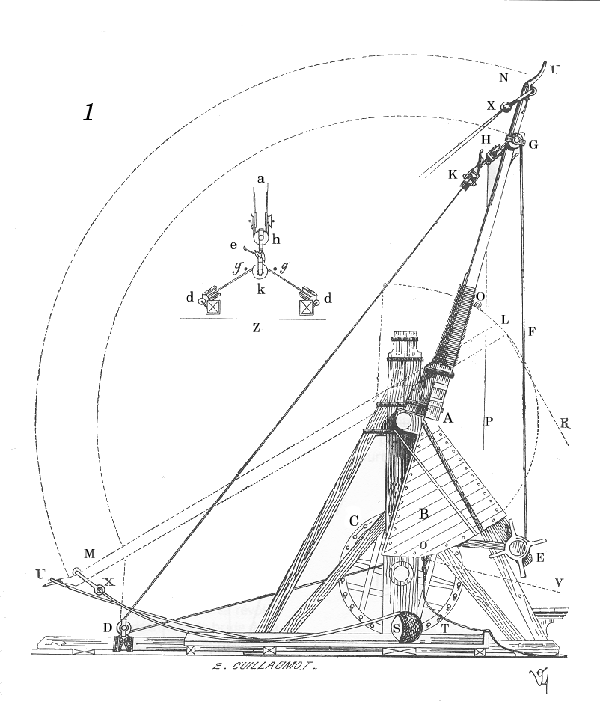
Manganela

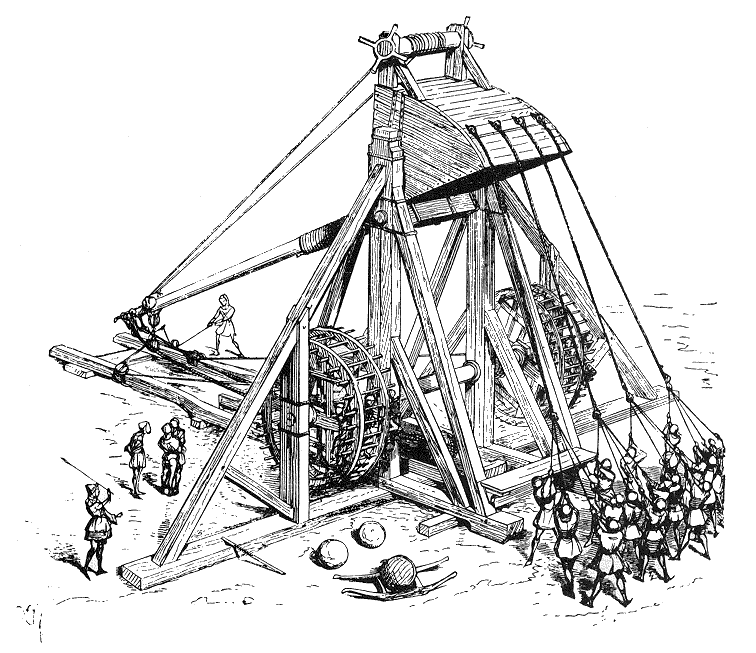
Manganela

A manganela era um tipo de catapulta ou máquina de sítio usada na era medieval (Idade Média) para lançar projéteis contra paredes de castelos. Sua precisão era muito menor que a de um trabuco (trebuchet) (que foi introduzido mais tarde, logo antes da descoberta e do uso difundido das armas de pólvora). Também é conhecida como trabuco de tração.
A manganela lança projéteis em uma trajetória mais baixa e em velocidade mais elevada do que o trabuco com a intenção de destruir muralhas e fortificações, mas também foi muito utilizada nos campos de batalha.

## Origens
A manganela, como descrito aqui, é uma versão medieval de uma catapulta da roma antiga apelidada de onagro, em razão da maneira que retrocede como uma mula quando descarregada. É uma catapulta com um único braço de torção que tenciona a corda aonde se encontra o projétil. Um dispositivo similar e talvez mais antigo foi apelidado de escorpião devido a sua semelhança com a "cauda" do animal.
A força do onagro provém da tensão de suas cordas retorcidas, similarmente à uma balista, porém o onagro tem somente um braço enquanto a balista tem dois. Os romanos melhoraram extremamente a maneabilidade do onagro adicionando rodas à sua base. As rodas e o peso leve do onagro facilitaram a sua mobilidade.
A palavra manganela é derivada da palavra de origem grega “magganon” que significa “motor da guerra”. O tipo exato de máquina descrita com o nome "manganela" é motivo de disputas.